# Sfida per la vittoria
Sfida per la vittoria è un film del 2000 diretto da Michael Corrente e interpretato da Robert Duvall.
Tra i protagonisti figura Ally McCoist, che fu per davvero un campione del calcio scozzese.

## Trama
Gordon McLeod è l'allenatore del Kilnockie squadra di calcio della seconda divisione del campionato scozzese. Un giorno il presidente del club, gli comunica due notizie: la prima che vorrebbe spostare, per il prossimo anno, la squadra in Irlanda a Dublino, la seconda che è riuscito a convincere l'ex stella del Celtic, in forza all'Arsenal, Jackie McQuillan, a trasferirsi dalla Premier League nella seconda divisione scozzese. Le novità non trovano d'accordo McLeod, in quanto priverebbe la gente del villaggio di Kilnockie della loro squadra, la seconda invece di carattere personale, in quanto McQuillan è il genero, e proprio a causa di questa unione, McLeod ha smesso di parlarsi con la figlia, per il carattere violento ed irascibile sia sui campi di gioco che nella vita del campione.